# Batalla del estuario del Escalda
La batalla del estuario del Escalda fue una serie de operaciones militares realizadas por el Primer Ejército canadiense durante la Segunda Guerra Mundial en el norte de Bélgica y el suroeste de los Países Bajos desde el 2 de octubre hasta el 8 de noviembre de 1944.
En el mes de septiembre de 1944, los Aliados necesitaban urgentemente limpiar ambas orillas del estuario del Escalda para abrir el puerto de Amberes a los barcos aliados y facilitar las tareas logísticas en sus líneas de aprovisionamiento, que en ese momento se extendían a lo largo de cientos de kilómetros desde Normandía al este hasta la Línea Sigfrido en la frontera alemana.
Desde que las fuerzas aliadas desembarcaron en Normandía (Francia) el 6 de junio de 1944, el 2.º Ejército británico había avanzado hacia el interior de los Países Bajos y tomado Bruselas y Amberes, esta última ciudad con su importante puerto aún intacto. Pero el avance se detuvo con los alemanes todavía controlando el estuario del Escalda, que comunica Amberes con el mar del Norte.
Nada se hizo sobre los bloqueados muelles del puerto (con cerca de 50 kilómetros de muelles) de Amberes en septiembre debido a la indecisión inicial del Alto Mando aliado (SHAEF por sus siglas en inglés) y, posteriormente, a que gran parte de los recursos de los Aliados se destinaron a la Operación Market Garden, un agresivo plan para un rápido avance hacia Alemania que empezó el 17 de septiembre. Mientras tanto, las fuerzas alemanas en el Escalda fueron capaces de reorganizarse para plantear una dura resistencia.
A principios de octubre, después de que la operación Market Garden fracasara en sus objetivos finales con grandes pérdidas (aun con notables avances territoriales), las fuerzas aliadas lideradas por el 1.er Ejército canadiense emprendieron la toma de control del puerto de Amberes. Pero los bien establecidos defensores alemanes presentaron una efectiva acción retrasándolos. Complicada por el terreno anegado de agua, la batalla del Escalda demostró ser una campaña desafiante en la que las pérdidas sufridas por los canadienses exacerbaron otra crisis de conscripción.
Después de cinco semanas de difícil lucha, el 1.er Ejército canadiense, reforzado por tropas de otros países, consiguió limpiar el Escalda después de numerosos asaltos anfibios, cruces de obstáculos y costosos asaltos a campo abierto. Tanto la tierra como el agua estaban minados, y los alemanes defendieron su línea de retaguardia con artillería y francotiradores.
Los Aliados terminaron de "limpiar" las zonas portuarias el 8 de noviembre con un coste de 12 873 bajas aliadas (muertos, heridos o desaparecidos), la mitad de ellos canadienses.
Liquidada la resistencia alemana, pasaron aún otras tres semanas hasta que el primer barco con suministros aliados pudo descargarlos en Amberes (el 29 de noviembre de 1944) debido a la necesidad de retirar las minas de las bahías.

## La toma de Amberes
El 4 de septiembre de 1944 la 11.ª División Blindada, perteneciente al 2.º Ejército británico al mando de Miles Dempsey, tomó el estratégico puerto de Amberes. La Royal Navy había advertido repetidamente al SHAEF y al Estado Mayor del 21.er Grupo de Ejércitos de que el control del puerto era inútil mientras no se despejara su acceso al mar en la zona del estuario del Escalda y el almirante Bertram Ramsay lo había reiterado el 3 de septiembre en una nota dirigida también a Bernard Montgomery.
Ese mismo día Guy Simonds le hizo la misma advertencia a su inmediato superior al mando del 1.er Ejército canadiense, Harry Crerar, a pesar de lo cual siguió adelante uno de los errores más graves entre los cometidos por los Aliados en el frente occidental de la campaña europea.
Mientras los británicos descansaban y se reaprovisionaban, el general Gustav-Adolf von Zangen, para quien la rápida caída de Amberes había sido una sorpresa, recibió inmediatamente la orden de ocupar la isla de Walcheren, que no solo dominaba el estuario sino que también constituía una vía de escape hacia el norte para los alemanes. Von Zangen voló el puente que cruzaba el canal Alberto para cortar el paso a los británicos y en dieciséis días logró trasladar hacia los Países Bajos a sesenta y cinco mil hombres con su material, mientras los descifradores de Bletchley Park seguían todos sus movimientos sin que los generales aliados tomaran medidas drásticas para impedirlo.
En consecuencia, lo que podía haber sido una operación relativamente fácil se convirtió posteriormente en una dura batalla que ocupó un gran número de tropas que hubieran sido muy útiles en otros frentes, causó un gran número de bajas militares y civiles, y mantuvo al puerto de Amberes inutilizado hasta finales de noviembre, agravando el agudo problema logístico que sufrían los Aliados, ya que en aquel momento los principales puntos de llegada de los suministros seguían siendo las cabezas de playa del desembarco de Normandía.

## Abriendo el Escalda
El 12 de septiembre de 1944, el 1.er Ejército canadiense), bajo el mando temporal del teniente general Guy Simonds, recibió la tarea de limpiar el Escalda. Bajo su mando estaba en aquella época el 2.º Cuerpo canadiense, con la 1.ª División Blindada polaca, las divisiones 49.ª y 52.ª británicas añadidas así como el 1.er Cuerpo británico.
El plan para la apertura del estuario del Escalda implicó cuatro operaciones principales llevadas a cabo sobre una desalentadora geografía.
- La primera tarea era limpiar la zona al norte de Amberes y asegurar el acceso a Zuid-Beveland, la zona que unía la isla de Walcheren al continente.
- La segunda era limpiar la bolsa de Breskens al sur del estuario del Escalda y al norte del canal Leopoldo (Operación Switchback, «curva en horquilla»).
- Tercera, llamada Operación Vitality («Vitalidad») fue la toma de Zuid-Beveland.
- La fase final sería la captura de la isla de Walcheren (Operación Infatuate, «encapricharse»), que había sido fortificada para ser una poderosa fortaleza alemana. Como parte del Muro del Atlántico, la isla Walcheren fue considerada una de las «más fuertes concentraciones defensivas que los nazis han construido nunca».[10]

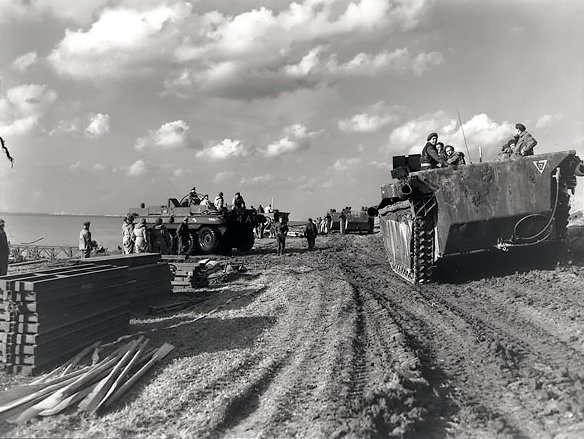
Columna de vehículos anfibios Alligator pasando vehículos anfibios Terrapin en el río Escalda, octubre de 1944.

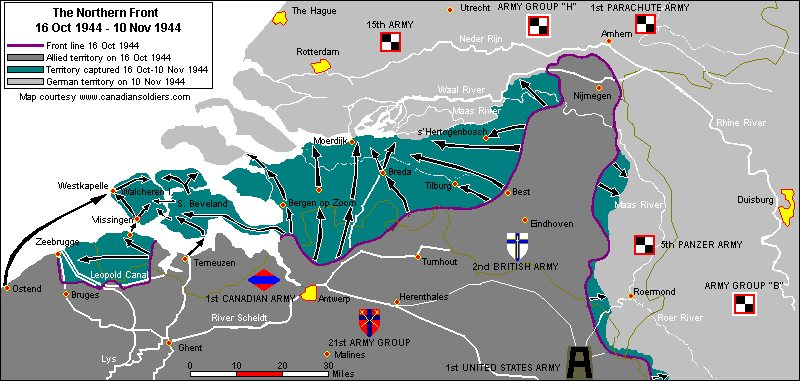
El frente septentrional.

El 21 de septiembre, la 4.ª División Blindada canadiense se trasladó al norte aproximadamente a lo largo de la línea del canal Gante-Terneuzen, dándosele la tarea de limpiar el área en la orilla meridional del Escalda alrededor de la ciudad neerlandesa de Breskens llamada la «bolsa de Breskens». La 1.ª División Blindada polaca se encaminó hacia la frontera belga-neerlandesa más al este y la zona crucial al norte de Amberes.
La 4.ª División Blindada canadiense avanzó desde una cabeza de puente difícilmente ganada sobre el canal de Gante en Moerbrugge para encontrarse con que eran las primeras tropas aliadas en enfrentarse al formidable obstáculo de la doble línea de los canales Leopoldo y Schipdonk. Se montó un ataque en los alrededores de Moerkerke, cruzando los canales y estableciendo una cabeza de puente antes de que los contraataques les obligaran a una retirada con grandes pérdidas.
La 1.ª División Blindada polaca tuvo un mayor éxito al este mientras avanzaba hacia el noreste desde Gante. A través de un territorio inadecuado para los blindados, y contra una fuerte resistencia, la división avanzó hasta la costa, que alcanzó el 20 de septiembre ocupando Terneuzen, y procedió a limpiar la orilla sur del Escalda al este hacia Amberes.
Se hizo evidente para Simonds que cualesquiera otras ganancias en el Escalda serían con grandes costes, como en la bolsa de Breskens, que se extendía desde Zeebrugge hasta la ensenada de Braakman y tierra adentro hasta el canal Leopoldo, y estaba defendida fuertemente por el enemigo.

### Luchando hacia el norte desde Amberes
El 2 de octubre, la 2.ª División canadiense empezó su avance hacia el norte desde Amberes. El 6 de octubre en Woensdrecht, (Brabante Septentrional), que era el objetivo de la primera fase, tuvo lugar una intensa lucha. Los alemanes, reforzados por el Kampfgruppe (Grupo de Combate)  Chill, consideraron prioritario resistir allí, controlando el acceso directo a Zuid-Beveland y la isla de Walcheren.
Hubo un gran número de bajas cuando los canadienses atacaron sobre campo abierto e inundado. La lluvia, las bombas trampa y las minas terrestres hicieron que el avance fuese muy difícil. El 13 de octubre, que pasaría a ser conocido como el «Viernes Negro», la Guardia Negra de la 5.ª Brigada de Infantería canadiense fue virtualmente barrida en un ataque fracasado. Los Highlanders de Calgary iban a continuar con una acción más exitosa, y su Pelotón Carrier tuvo éxito a la hora de tomar la estación de tren en Korteven. Siguió también una intensa lucha en Hoogerheide, pero para el 16 de octubre, Woensdrecht quedó asegurado, cortando el enlace terrestre a Zuid-Beveland y Walcheren. Los canadienses habían logrado su primer objetivo, pero sufrieron intensas bajas.

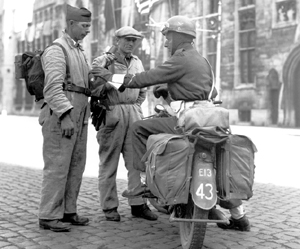
Miembro del Cuerpo Provost canadiense hablando a miembros de la resistencia belga, Brujas, septiembre de 1944.

En este punto, reconociendo la oportunidad, el mariscal de campo Bernard Montgomery, emitió una directiva que hizo que la apertura del estuario del Escalda fuera la prioridad número uno del 1.er Grupo de Ejércitos. Hacia el este, el 2.º Ejército británico atacó hacia el oeste para limpiar los Países Bajos al sur del río Mosa, asegurando la región del Escalda de contraataques.
Mientras tanto, Simonds concentró fuerzas en el cuello de la península de Zuid-Beveland. La 4.ª División Blindada canadiense se movió al norte a partir del canal Leopoldo y tomó Bergen op Zoom. Para el 24 de octubre, las líneas aliadas fueron empujadas más allá del cuello de la península, asegurando que los contraataques alemanes no cortaran la 2.ª División canadiense, moviéndose después al oeste a lo largo de ella hacia la isla de Walcheren.

### Operación Switchback
La segunda operación principal se abrió con una feroz lucha para reducir la bolsa de Breskens. Aquí, la 3.ª División de Infantería canadiense encontró una tenaz resistencia alemana mientras luchaba por cruzar el canal Leopoldo.
Un intento anterior fallido por la 4.ª División Blindada canadiense en Moerbrugge había demostrado el desafío al que se enfrentaban. Además de las formidables defensas alemanas tanto en el canal Leopoldo como en el Schipdonk, gran parte de la zona a la que se dirigían estaba inundada.
Se decidió que el mejor lugar para un asalto sería inmediatamente al este del lugar donde los dos canales se dividían: una estrecha franja de terreno seco con una anchura de sólo unos cientos de metros en su base más allá del canal Leopoldo (descrito como un largo triángulo con su base en la carretera Maldegem-Aardenburg y su ápice cerca de la villa de Moershoofd, alrededor de cinco kilómetros al este).

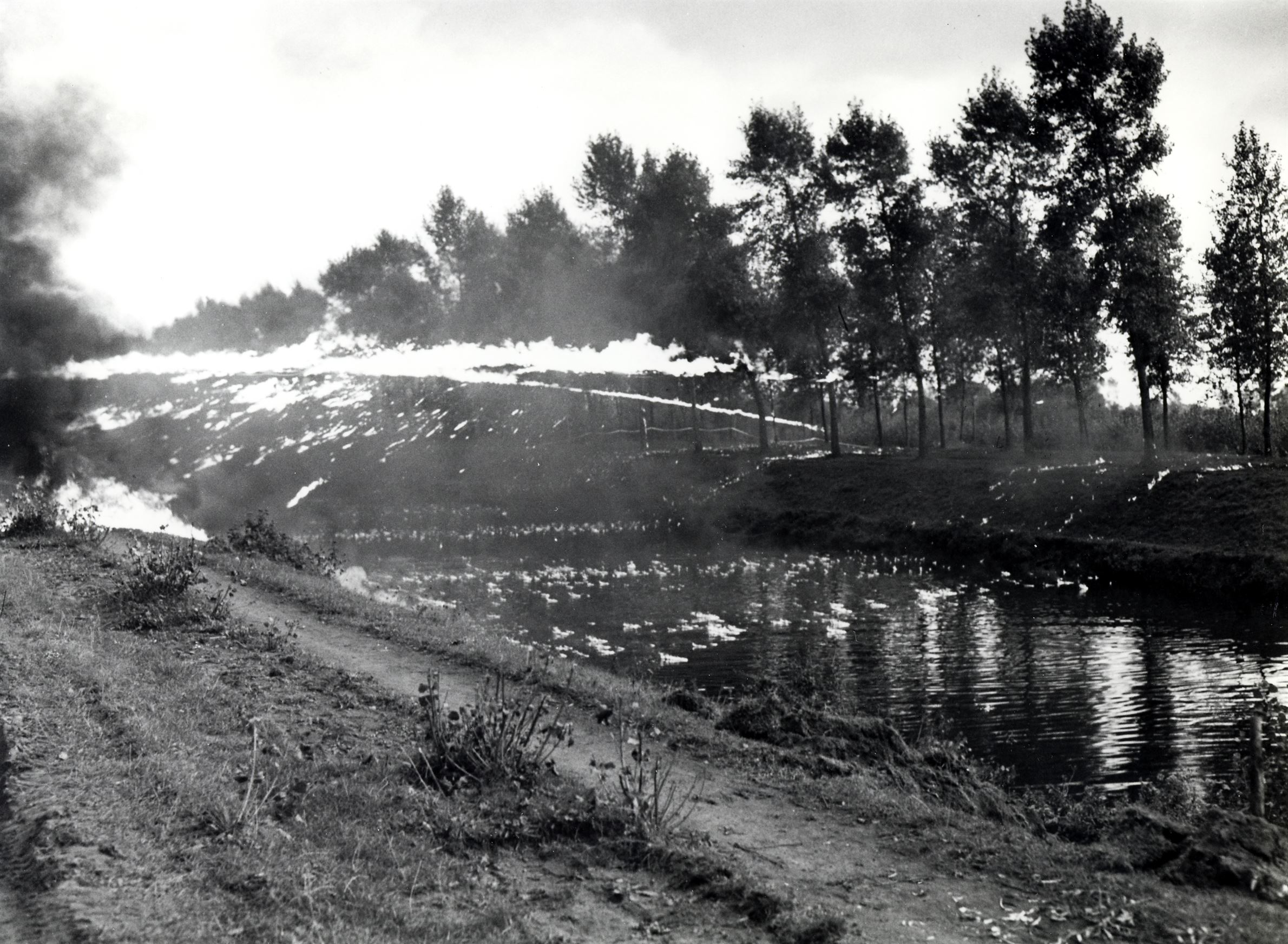
Miembros de la 4.ª División Blindada canadiense demostrando el uso de un lanzallamas cruzando un canal, Maldegem, octubre de 1944.

Comenzó un asalto de dos puntas. La 7.ª Brigada de la 3.ª División canadiense hizo el asalto inicial cruzando el canal Leopoldo, mientras que la 9.ª Brigada montó un ataque anfibio desde el lado costero norteño de la bolsa. El asalto comenzó el 6 de octubre, apoyado por amplia artillería y Bren Carriers (Vehículos blindados de transporte de tropas) de construcción canadiense, que estaban equipados con lanzallamas. Los Wasps (en inglés avispas, así llamaban a los Bren Carriers con lanzallamas) lanzaron su descarga de llamas por el canal Leopoldo, permitiendo a las tropas de la 7.ª Brigada gatear sobre las empinadas orillas y lanzar sus botes de asalto. Se establecieron dos posiciones separadas y precarias, pero el enemigo se recuperó del golpe de los lanzallamas y contraatacó, aunque fueron incapaces de expulsar a los canadienses de sus cabezas de puente extremadamente vulnerables. Para el 9 de octubre, la brecha entre las cabezas de puente estaba cerrada, y a principios de la mañana el 12 de octubre, se había ganado una posición al otro lado de la carretera de Aardenburg.

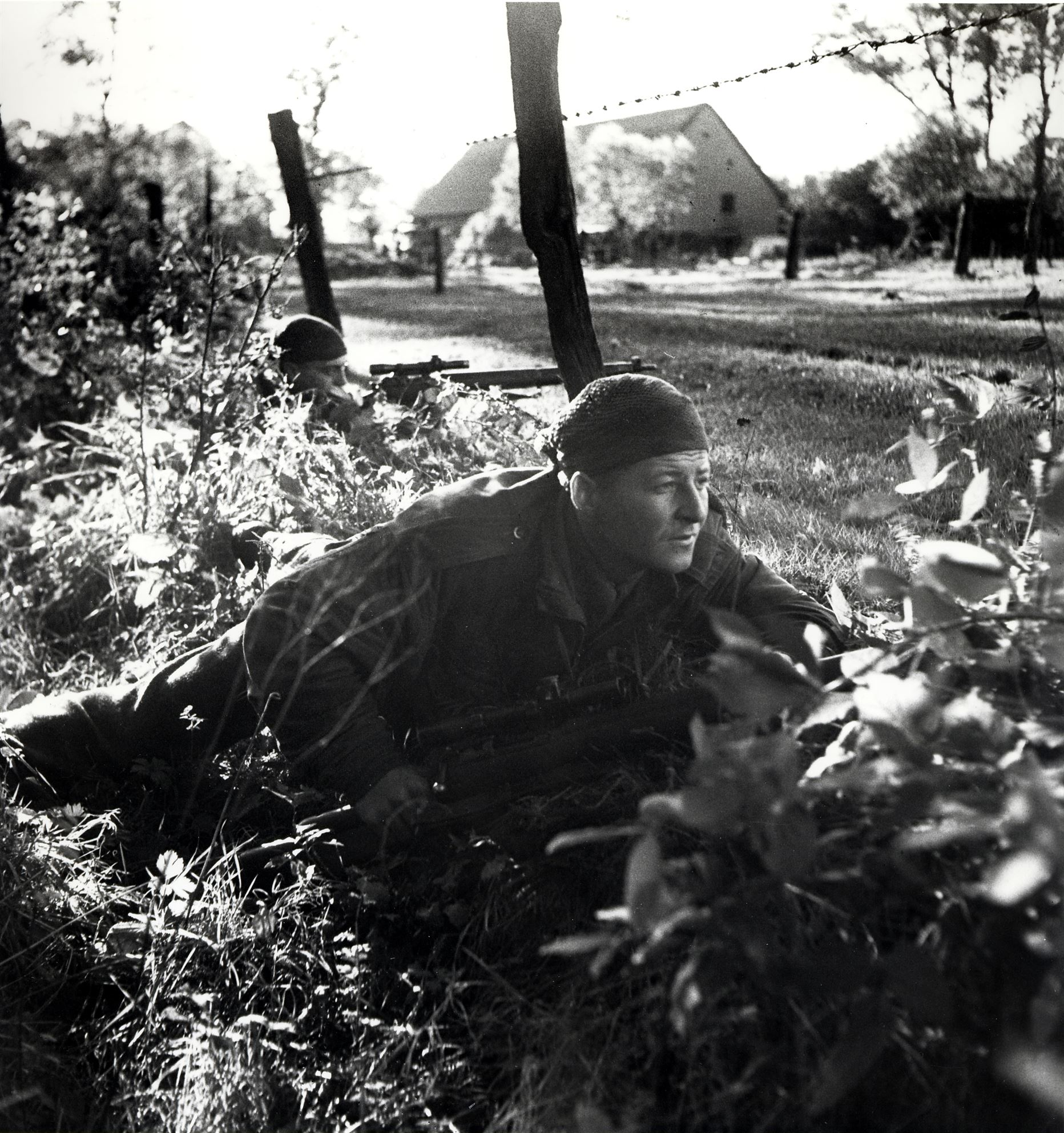
Cabo Kormendy, un explorador del Pelotón de Exploradores y Francotiradores de los Highlanders de Calgary, en una de las fotos realizadas por el fotógrafo del ejército Ken Bell, tomada cerca de Kapellen, octubre de 1944. PAC Photo

La 9.ª Brigada canadiense dirigió una ambiciosa operación con la ayuda de vehículos anfibios Terrapin (el primer uso semejante de este vehículo en Europa) y Buffalo, con dotación del 5.º Regimiento de Asalto Británico de los Ingenieros Reales. La brigada planeaba cruzar la desembocadura de la ensenada de Braakman en vehículos anfibios y aterrizar en los alrededores de Hoofdplaat, una pequeña aldea en la parte trasera del lado costero de la bolsa, ejerciendo así presión desde dos direcciones a la vez. A pesar de las dificultades para maniobrar con vehículos a través de los canales, y el retraso de 24 horas resultante, los alemanes fueron tomados por sorpresa y se estableció una cabeza de puente. De nuevo, los alemanes se recuperaron rápidamente y contraatacaron con ferocidad; sin embargo, fueron rechazados lentamente. La 10.ª Brigada canadiense —de la 4.ª División Blindada— cruzó el canal Leopoldo y avanzó hacia el pólder de Isabella. Después la 8.ª Brigada tuvo que moverse al sur desde el lado costero de la bolsa. Esto abrió una ruta de suministros con base en tierra hacia la bolsa.
La 3.ª División luchó en acciones adicionales para limpiar de tropas alemanas las ciudades de Breskens, Oostburg, Zuidzande y Cadzand, así como las fortalezas costeras Fort Frederik Hendrik. La Operación Switchback acabó el 3 de noviembre, cuando el 1.er Ejército canadiense liberó las ciudades belgas de Knokke y Zeebrugge, cerrando oficialmente la bolsa de Breskens y eliminando todas las fuerzas alemanas al sur del Escalda.

### Operación Vitality
La tercera gran operación empezó el 24 de octubre, cuando la 2.ª División de Infantería canadiense empezó su avance hacia la península de Zuid-Beveland. Los canadienses confiaban en avanzar rápidamente, superando la oposición y tomando cabezas de puente sobre el canal de Beveland, pero también se vieron ralentizados por las minas, el lodo y las fuertes defensas del enemigo.
Se preparó un ataque anfibio cruzando el Escalda Occidental por la 52.ª División (Lowland) británica para entrar por detrás de las posiciones defensivas alemanas del canal de Beveland. Así esta formidable defensa fue sobrepasada por los lados, y la 6.ª Brigada de Infantería canadiense empezó un ataque frontal en barcos de asalto. Los ingenieros fueron capaces de pasar el canal en la carretera principal.
Con la línea del canal perdida, la defensa alemana se desmoronó y se limpió Zuid-Beveland. La tercera fase de la batalla del Escalda quedaba así terminada.

### Operació Infatuate: la toma de la isla de Walcheren

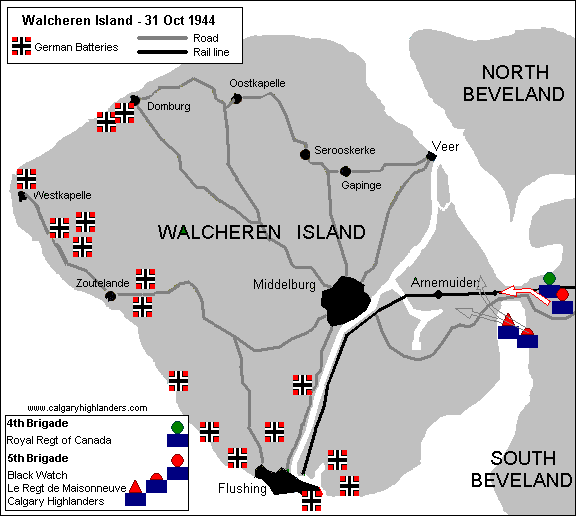
Mapa de las tropas en la isla Walcheren.

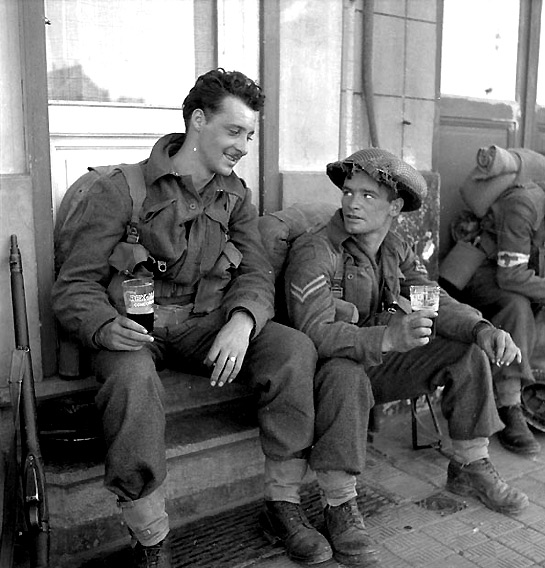
Soldados del Regimiento Real de Canadá descansan en Blankenberge, septiembre de 1944.

Cuando empezó la cuarta fase de la batalla, solo la isla de Walcheren en la desembocadura del Escalda oeste permanecía en manos alemanas. Las defensas de la isla eran extremadamente fuertes: baterías litorales en las costas occidental y meridional defendían tanto la isla como el estuario del Escalda, y la línea de la costa se había fortificado contra los asaltos anfibios. Más aún, se había construido un perímetro defensivo enfocado hacia tierra alrededor de la ciudad de Flesinga para defender aún más sus instalaciones portuarias en caso de que triunfaran desembarcos aliados en Walcheren. La única forma de acercarse por tierra era el Sloedam, un paso elevado largo y estrecho desde Zuid-Beveland, poco más que una carretera elevada de dos carriles. Para dificultar las cosas aún más, las llanuras que rodeaban este paso elevado estaban excesivamente saturadas de agua marina para el movimiento a pie, pero tenía demasiada poca agua para un asalto en botes de asalto.
Para dificultar la defensa alemana, los diques de la isla fueron abiertos por ataques del Mando de Bombardeo de la RAF: el 3 de octubre en Westkapelle, con grandes pérdidas de vidas civiles; el 7 de octubre en dos lugares, al oeste y al este de Flesinga; y el 11 de octubre en Veere. Esto inundó la parte central de la isla, forzando a los defensores alemanes a ir a terrenos elevados alrededor de las ciudades y dentro de ellas, pero esto también permitió el uso de vehículos anfibios.
La isla fue atacada desde tres direcciones: cruzando el paso elevado desde el este, cruzando el Escalda desde el sur y por el mar desde el oeste.
La 2.ª División de Infantería canadiense atacó el paso elevado el 31 de octubre. Se rechazó un ataque inicial por la Guardia Negra; Los Highlanders de Calgary enviaron luego una compañía que también fue detenida a medio camino cruzando el paso elevado. Un segundo ataque por los Highlanders en la mañana del 1 de noviembre logró obtener un punto de apoyo precario; le siguió un día de lucha, y luego los Highlanders se vieron relevados por Le Regiment de Maisonneuve que luchó para mantener la cabeza de puente. Los «Maisies» se retiraron al paso elevado el 2 de noviembre, para ser relevados por un batallón de los Highlanders de Glasgow de la 52.ª División (Lowland) Británica. Junto con los ataques llevados por la corriente, la 52.ª continuó el avance.
Los desembarcos anfibios fueron realizados el 1 de noviembre en dos partes. La operación Infatuate I constaba principalmente de infantería de la 155.ª Brigada de Infantería Británica (batallones 4.º y 5.º de los King's Own Scottish Borderers, 7/9.º batallón The Royal Scots) y Comando n.º 4, que fueron llevados en transbordador cruzando desde Breskens en una pequeña nave de desembarco a una playa de asalto en la zona sureste de Flesinga, con el código «Uncle Beach» («Playa Tío»). Durante los días siguientes, se vieron implicados en intensas luchas callejeras contra los defensores alemanes.
La operación Infatuate II fue el aterrizaje anfibio en Westkapelle, también llevado a cabo en la mañana del 1 de noviembre. Después de un intenso bombardeo naval de la Royal Navy, tropas de la 4.ª Brigada de Servicio Especial (comandos de los Royal Marines números 41, 47, y 48 y Comando interaliado n.º 10, formados principalmente por tropas belgas y noruegas) apoyadas por vehículos blindados especializados (transportes anfibios, tanques que limpian minas, bulldozers, etc.) de la 79.ª División Blindada desembarcaron en ambos lados de la brecha en el dique del mar, usando grandes vehículos de desembarco así como vehículos anfibios para llevar a tierra hombres y tanques. Le siguió una intensa lucha aquí así como ante las ruinas de la ciudad, que fue capturada. Parte de las tropas se trasladaron hacia el sureste hacia Flesinga, mientras la principal fuerza marchó al noreste para limpiar la mitad norte de Walcheren y unirse a las tropas canadienses que habían establecido una cabeza de puente en la parte oriental de la isla. De nuevo se ofreció una feroz resistencia por algunas de las tropas alemanas que defendían la zona, de manera que la lucha siguió hasta el 7 de noviembre.
El 6 de noviembre, la capital de la isla (Middelburg) cayó después de un calculado movimiento por parte de los Aliados cuando el comandante alemán fue invitado a considerar la rendición sólo a una fuerza blindada. Puesto que Middelburg era imposible de alcanzar con tanques, una fuerza de Landing Vehicle Tracked anfibios «Buffalo») fueron llevados a Middelburg, forzando el final de toda la resistencia alemana el 8 de noviembre.
Mientras tanto, la 4.ª División Blindada canadiense había empujado hacia el este pasando Bergen op Zoom hasta Sint Philipsland donde hundió varias embarcaciones alemanas en la bahía de Zijpe.
Habiendo limpiado las aproximaciones a Amberes, la cuarta fase de la batalla del Escalda quedaba terminada. El Escalda entonces quedó libre de minas y el 28 de noviembre, después de muchas reparaciones de las instalaciones de la bahía, el primer convoy entró en el puerto, liderado por el carguero canadiense Fort Cataraqui.

## Controversia
Actualmente, la batalla del Escalda se ve como una batalla innecesariamente brutal, pues el río podía haberse tomado antes con relativa facilidad en caso de que los Aliados no lo hubieran visto como una prioridad menor frente a la Operación Market Garden. Las decisiones del general estadounidense Dwight D. Eisenhower han sido ampliamente criticadas en lo que se refiere a la escasa importancia que le otorgó a la apertura del Escalda. El historiador estadounidense Charles B. MacDonald ha llamado al fracaso de la toma inmediata del Escalda «Uno de los mayores errores tácticos de la guerra». Debido a la falta de una acción temprana la batalla se convirtió en una de las más largas y sangrientas a las que el Ejército canadiense se enfrentó en el curso de la Segunda Guerra Mundial.
La opinión de MacDonald contrasta con la de Winston Churchill, el primer ministro del Reino Unido durante la Operación Market Garden. En un telegrama escrito el 9 de octubre de 1944, Churchill dijo: «En lo que se refiere a Arnhem creo que tienes la posición un poco desenfocada. La batalla fue decididamente una victoria. No me aflige ningún sentimiento de decepción sobre esto y estoy contento de que nuestros comandantes son capaces de asumir esta clase de riesgo».

## Componentes de la batalla
Desde el 23 de octubre al 5 de noviembre de 1944, la 104.ª División de Infantería experimentó su primera batalla mientras estaba integrada en el 1.er Cuerpo del Ejército británico. La división tuvo éxito al empujar a través de la porción central de Brabante Septentrional contra la resistencia de los francotiradores alemanes y su artillería.

## Importancia de la campaña
Al final de la ofensiva de cinco semanas, el 1.er Ejército canadiense había tomado 41 043 prisioneros alemanes. Después de que llegara el primer barco el 28 de noviembre, los convoyes empezaron una corriente firme de suministros al continente, que empezó a dar energía al paralizado avance aliado de París al Rin. Alemania reconoció la importancia de que los Aliados tuvieran un puerto de aguas profundas, de manera que en un intento de destruirlo, o al menos interrumpir la afluencia de suministros, los militares alemanes lanzaron más misiles balísticos V-2 sobre Amberes que sobre ninguna otra ciudad. De hecho, casi la mitad de los V-2 lanzados durante la guerra fueron disparados contra Amberes. El puerto de Amberes fue tan estratégicamente vital que, durante la batalla de las Ardenas, uno de los principales objetivos de los alemanes era recuperar la ciudad y su puerto.

## Cultura popular
- La batalla olvidada, película neerlandesa de 2020.
- Call of Duty: Roads to Victory, videojuego del 2007.